# 妮娜
妮娜（Nienna），是英國作家約翰·羅納德·鲁埃爾·托爾金（J.R.R. Tolkien）的史詩式奇幻小說《精靈寶鑽》中的虛構人物。
她是維拉（Valar）之一，是他們當中的哀傷女神，亦在雅睿塔爾（Aratar）中佔有一席位。

## 名字語源
妮娜（Nienna）一名是昆雅語，辛達林語版本是Ninir。這名字有兩種意思，分別是「啜泣的她」She who weeps和「淚水禮物」Gift of tears。
早期版本裡，她也被稱為Qalmë-Tári，意思是「死亡的女主人」Mistress of Death。Fui 是她居所的名字，有時也會用作稱呼妮娜，意思是「黑夜」Night。

## 總覽
妮娜是埃努之一（Ainur），誕生於伊露維塔（Ilúvatar）的思想中。她是一位維麗（Valië），因為她的力量是維拉們中較強的，所以她被視為雅睿塔爾之一。內牟（Námo）與伊爾牟（Irmo）是她的弟兄。妮娜是維麗當中唯一一位沒有配偶。
她單獨隱居在她的宮殿，座落在阿門洲（Aman）的西緣，接近世界的邊緣。她不喜愛充滿歡樂的維利瑪（Valimar），反而是去宮殿附近的曼督斯（Mandos），聆聽停留在那廳堂裡的亡靈哭訴，並給予他們智慧、力量和耐心，等待渡過漫長的日子。
她是維拉中的哀傷女神，為阿爾達（Arda）中受米爾寇（Melkor）毀損的一切而哭泣。在埃努的大樂章（Ainulindalë）裡，她因為預見世界的傷害而湧現巨大的哀傷，使她的樂曲在中途轉為悼歌。歐絡因（Olórin）是她的弟子，從她身上學會了憐憫和耐心，是最睿智的邁雅（Maia）。

## 生平
妮娜誕生於創世以前，是伊露維塔思想的誕物。她因為喜愛阿爾達，所以與許多埃努一同進入了一亞（Eä），在創世中出力。阿爾達的春天（Spring of Arda）時，她與維拉們都住在奧瑪倫島（Almaren），但當兩盞巨燈（Two Lamps）被摧毀後，阿門洲就成為她的居所。
精靈甦醒（Awakening of Elves）後不久，維拉們發動戰爭把米爾寇抓回阿門洲，囚禁在曼督斯裡。過了幾千年後，米爾寇獲釋，他宣稱自己改邪歸正，向眾維拉懇求原諒。妮娜並開口替他求情，故此曼威選擇相信米爾寇，讓他重獲自由。
不過米爾寇實質上邪惡本性未改，更與邪惡神靈昂哥立安（Ungoliant）聯手摧毀雙聖樹，讓維林諾落入黑暗之中。妮娜為一切破壞落淚，用淚水洗擦了昂哥立安造成的污染，並為阿爾達再次受害而吟唱哀歌。諾多族遺棄阿門洲後，妮娜與雅凡娜（Yavanna）一起搶救雙聖樹。當一切希望都盡失之際，銀樹長出最後一朵花，金樹則結出一枚果子，雅凡娜摘下它們，交予雅瑞恩（Arien）和提里昂（Tilion）保管。兩位邁雅駕船載著它們飛越天際，成為中土世界的太陽與月亮，為世界帶來新的光源。
以後阿門洲的歷史逐漸隱遁，也再沒有關於妮娜的記載。不過可以想像，她應該經常去曼督斯的廳堂裡聆聽逝去精靈的哭訴，直到世界末日。

## 資料來源
1. ↑  《中土世界的歷史》 vol.1及2《失落的傳說》
2. ↑  維麗（Valië）單指維拉中的女性，而維拉（Vala）一字除了單指維拉中的男性外，亦是所有維拉（Valar，Vala的眾數態）的統稱。
3. ↑  《精靈寶鑽》 2002年 聯經初版翻譯 第六章《費諾與米爾寇獲釋》
4. ↑  《精靈寶鑽》 2002年 聯經初版翻譯 第九章《諾多精靈的逃亡》
5. ↑  《精靈寶鑽》 2002年 聯經初版翻譯 第十一章《日月的出現與維林諾的隱藏》